# أبتشور (ألاداغ)
أبتشور (بالفارسية: ابچور) هي مستوطنة تقع في إيران في قسم ألاداغ الريفي. يقدر عدد سكانها بـ 429 نسمة بحسب إحصاء 2016.